# Вельферлінген
Вельферлінген (нім. Wölferlingen) — громада в Німеччині, розташована в землі Рейнланд-Пфальц. Входить до складу району Вестервальд. Складова частина об'єднання громад Зельтерс (Вестервальд).
Площа — 8,23 км2. Населення становить 487 ос. (станом на 31 грудня 2020).

## Галерея

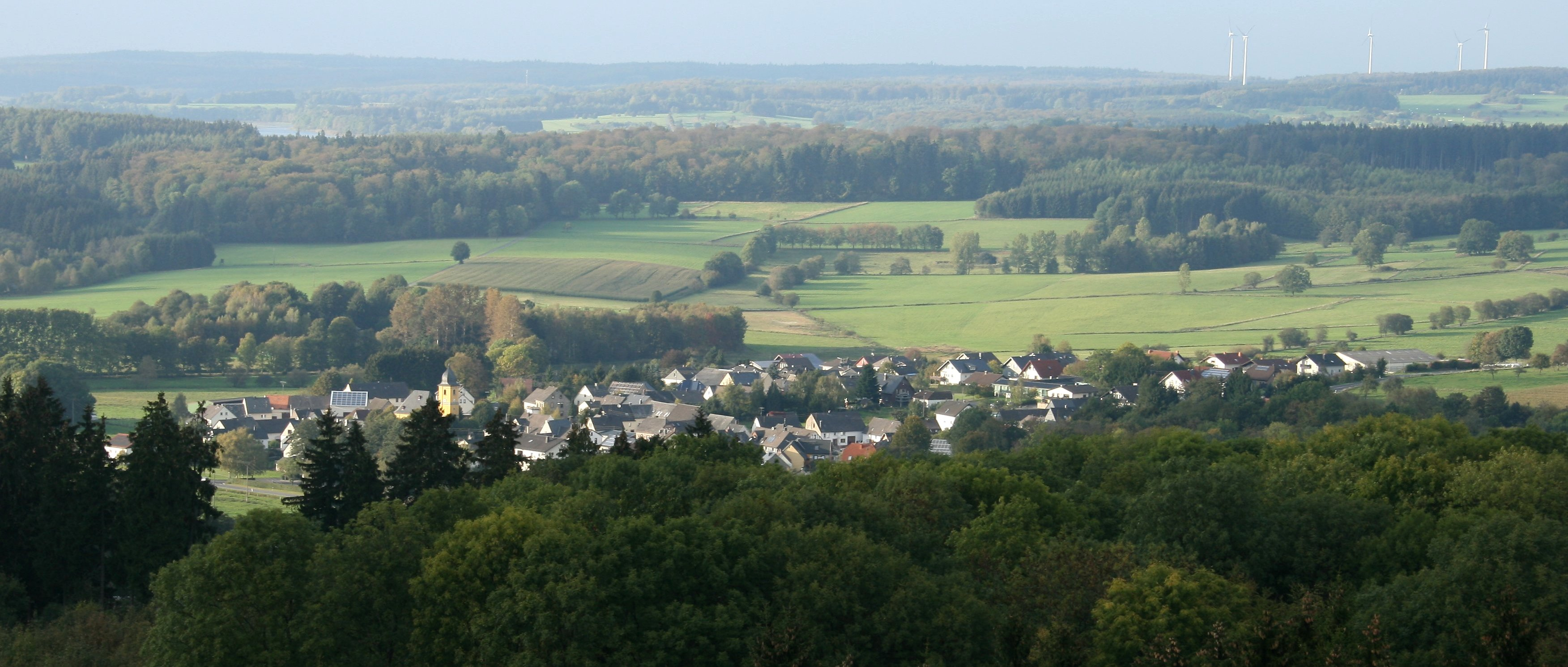
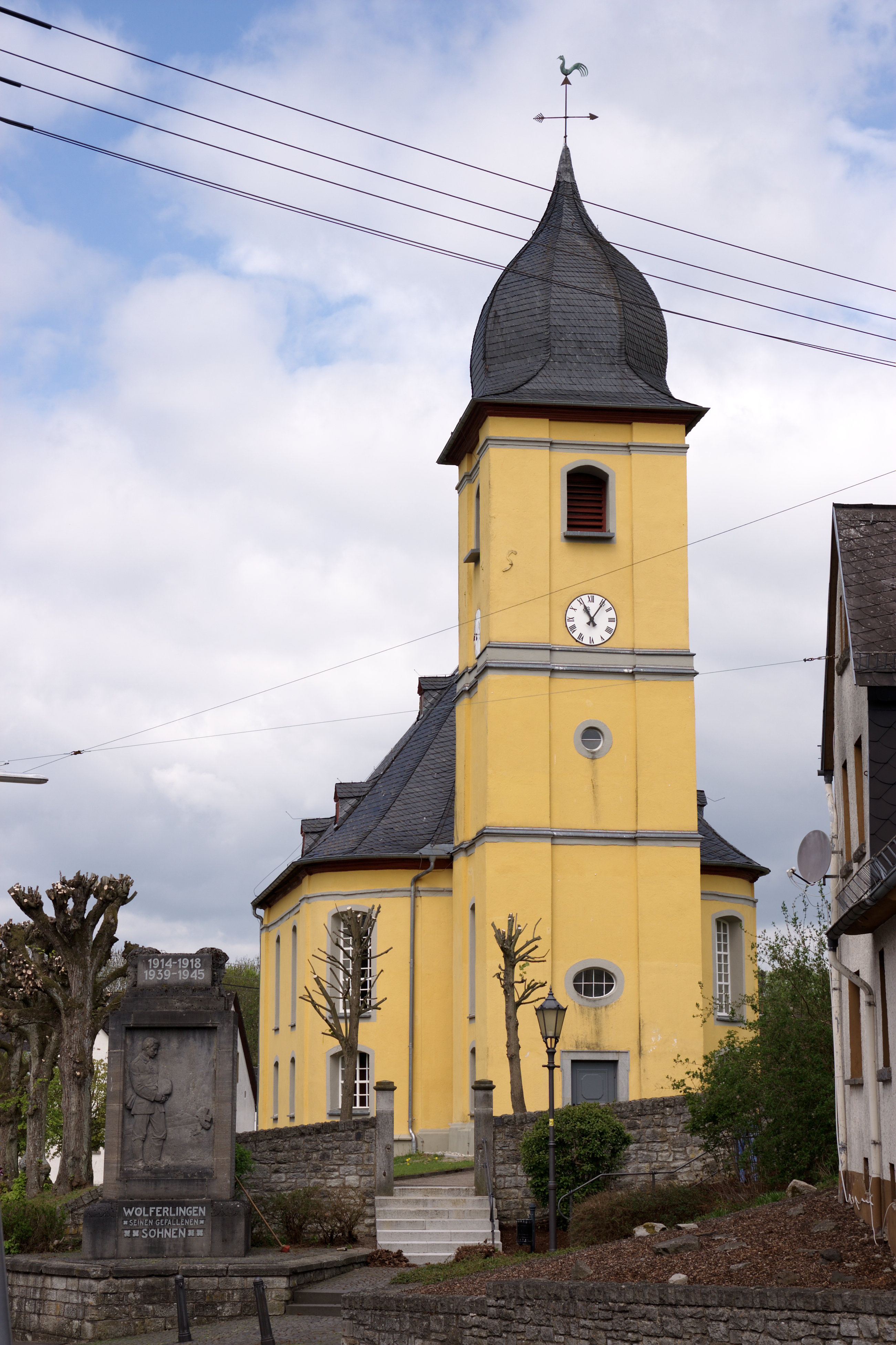
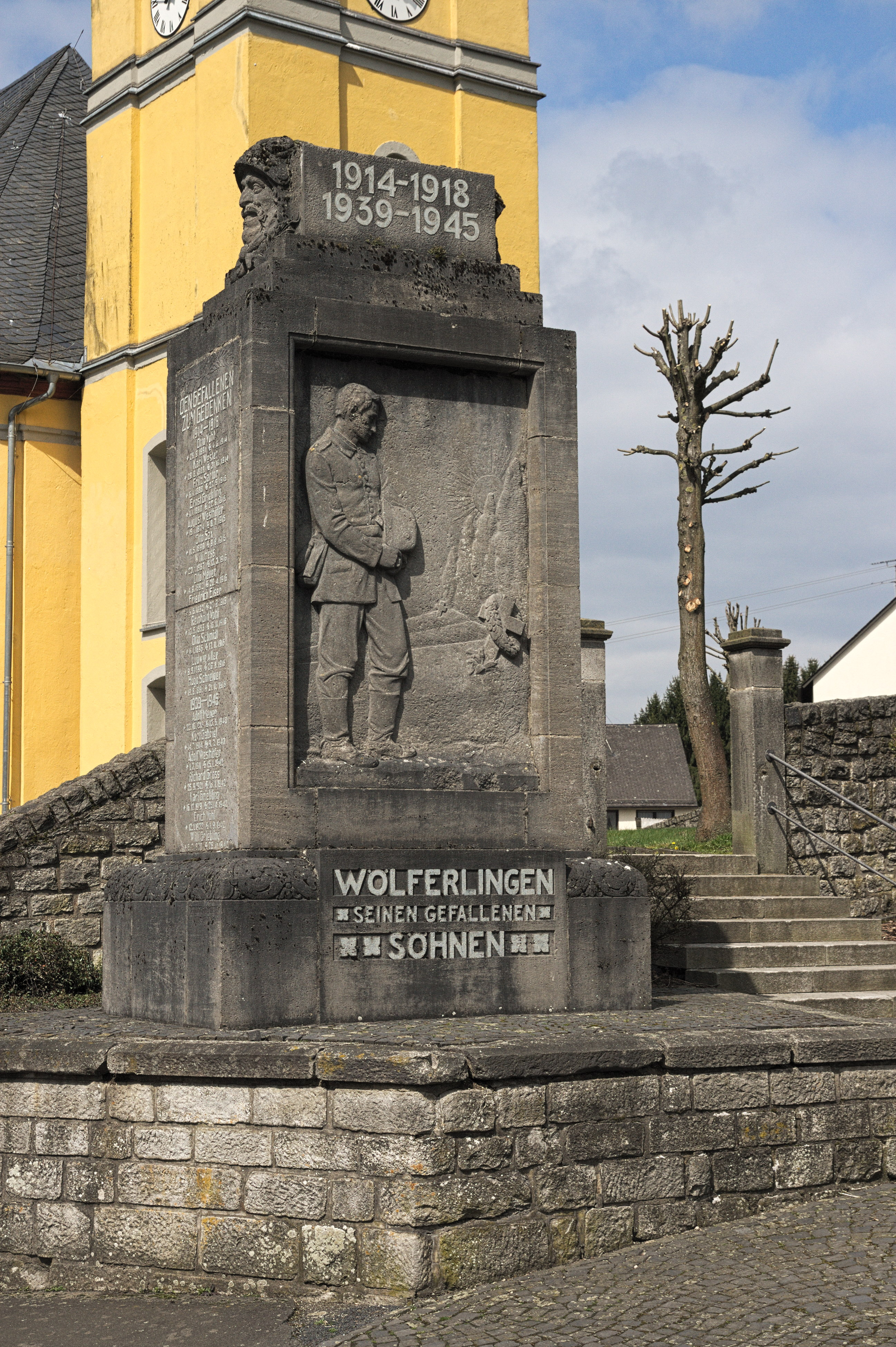
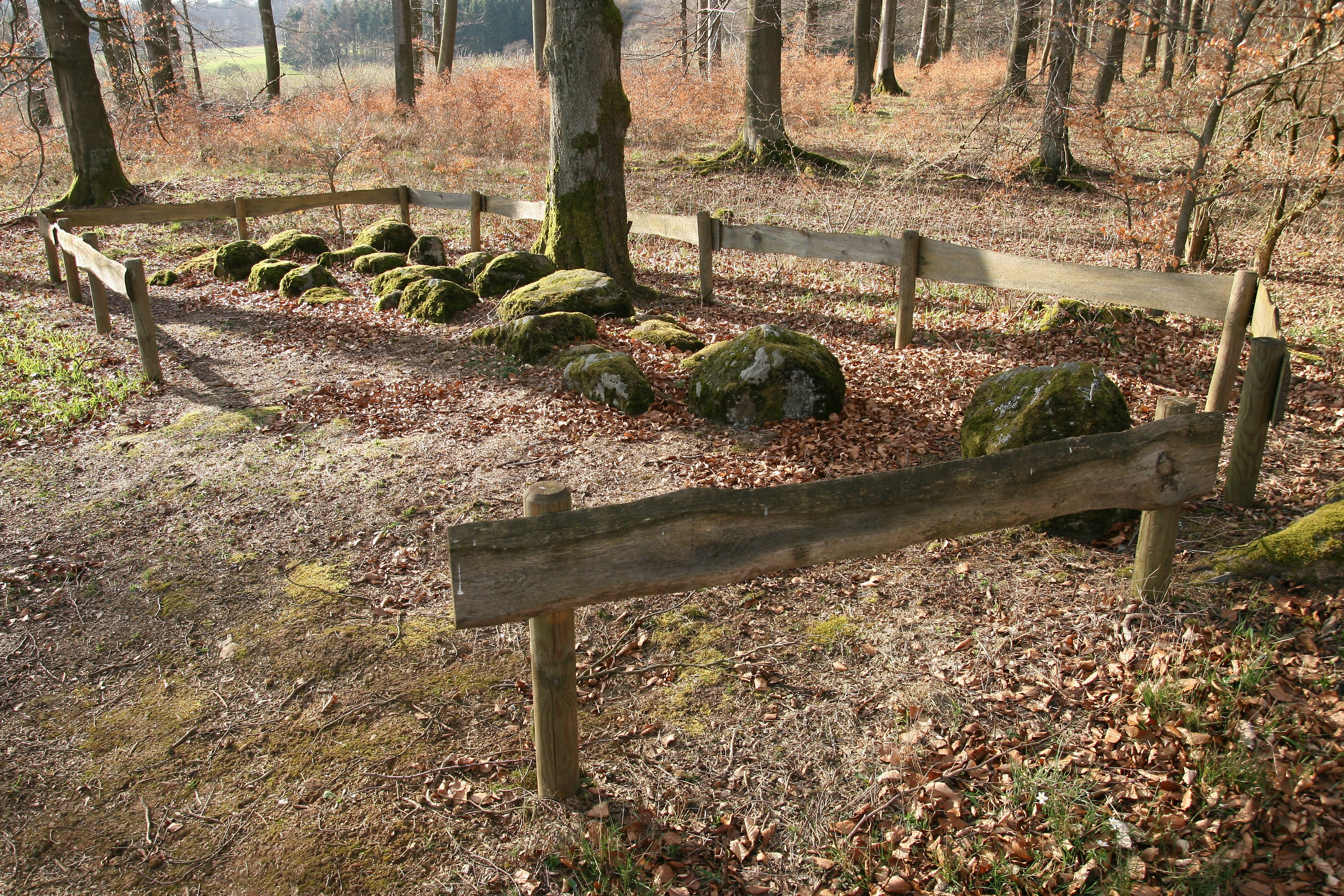